# Ossario commemorativo dei caduti slavi
L'Ossario commemorativo dei caduti jugoslavi è un monumento funebre eretto all'interno del cimitero di Barletta, sul finire degli anni sessanta, in onore dei caduti jugoslavi della prima e della seconda guerra mondiale.

## Storia
I militari sepolti a Barletta appartenevano alla NLAY, la formazione partigiana di liberazione nazionale jugoslava. Feriti durante la lotta di liberazione, vennero trasportati dagli inglesi negli ospedali militari dell'Italia meridionale, presso il campo militare jugoslavo da loro stessi organizzato nel 1944 nella parte a nord-ovest del cimitero di Barletta; un ufficiale provvedeva personalmente alla sepoltura dei soldati, registrandone poi l'avvenuta inumazione su di un apposito registro nel quale vi riportava le generalità del caduto.

### La concessione dell'area
Nel 1967 il Ministero degli Esteri chiese al Comune di Barletta di concedere al governo jugoslavo un'area di 2100 m² per la costruzione nel cimitero cittadino dell'ossario commemorativo dei caduti jugoslavi sepolti a Barletta e per quelli che si trovavano nei cimiteri delle città vicine. L'amministrazione comunale, interprete anche dei sentimenti della cittadinanza, non esitò ad acconsentire alla richiesta: l'atto di concessione in uso della superficie si perfezionò a Roma il 10 gennaio 1968 presso il Ministero degli Affari Esteri.
Nell'occasione il sindaco Morelli si dimostrò particolarmente favorevole all'iniziativa, "auspicando che i rapporti di sincera collaborazione e di amicizia fra il popolo italiano e quello jugoslavo si rinsaldino sempre più anche nel culto di coloro che per la Patria hanno sacrificato la vita e la giovinezza".
Lodevole e preziosa fu la collaborazione dell'allora responsabile dei Servizi Cimiteriali del Comune di Barletta, Pietro Dileo, il quale con il suo impegno facilitò  il ricevimento di circa 800 salme dei caduti jugoslavi che furono successivamente deposte nell'ossario.

### La visita del presidente Špiljak a Barletta
Il successivo 13 gennaio 1968, il presidente del Consiglio federale jugoslavo, Mika Špiljak, si recò a Barletta per rendere omaggio alle 174 salme dei caduti jugoslavi già sepolti presso il locale cimitero.
All'incontro, particolarmente toccante, presero parte le più alte autorità politiche e militari, tra le quali il presidente del comitato dei ministri per il Mezzogiorno, Giulio Pastore, gli ambasciatori jugoslavi a Roma e Belgrado, il prefetto Novello, il questore Lacquaviti, il colonnello Basso del Commissariato generale per le onoranze ai caduti in guerra, il comandante del presidio militare tenente colonnello Cursio, nonché i massimi rappresentanti delle forze dell'ordine e la giunta municipale al completo, presieduta dal primo cittadino Michele Morelli.

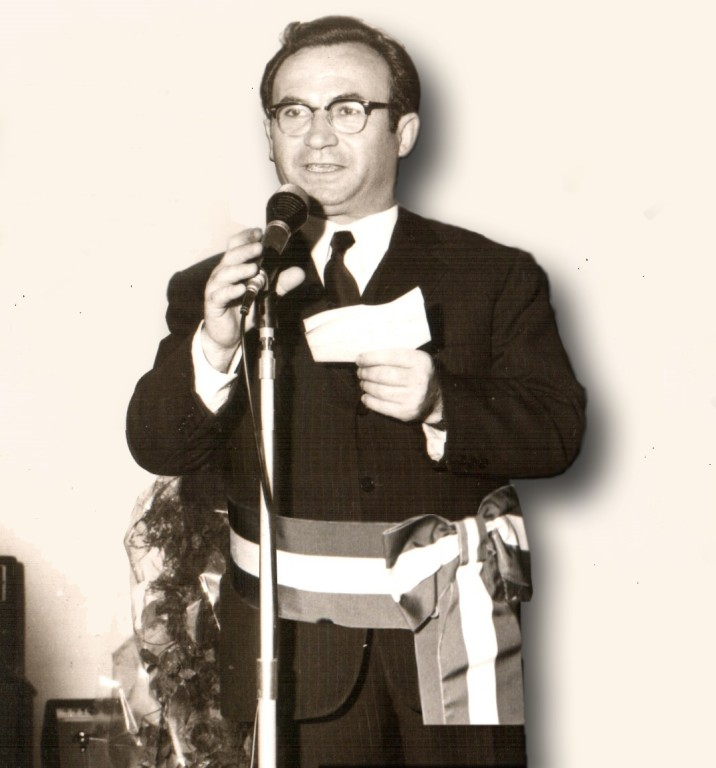
Il sindaco Michele Morelli in una foto dell'epoca.

Dopo aver rivolto al presidente Špiljak il saluto della città, il primo cittadino barlettano dichiarò:
Ricordata la soddisfazione con la quale la cittadinanza accolse la notizia del costruendo Sacrario per i caduti jugoslavi, il primo cittadino barlettano pregò poi il presidente Mika Špiljak di farsi "messaggero del saluto di Barletta al nobile popolo jugoslavo ed interprete della nostra profonda devozione alle famiglie dei caduti qui sepolti: dica, signor presidente, a quelle famiglie, con quanto amore noi custodiamo le spoglie mortali di coloro che per la Patria hanno sacrificato la giovinezza e la vita".
Il presidente del Consiglio federale jugoslavo, rispondendo all'accorato appello, si disse "sinceramente emozionato per le calorose accoglienze riservategli” ed espresse profonda gratitudine per l'amorevole cura con la quale gli abitanti di Barletta custodivano i resti dei caduti jugoslavi, aggiungendo:

### La consegna di alte onorificenze per i rapporti con la ex Jugoslavia
A testimonianza dell'impegno profuso e dei rapporti di collaborazione in atto, il 20 maggio 1968, nella sede diplomatica dell'Ambasciata di Roma, il sindaco barlettano fu insignito dell'Ordine della bandiera jugoslava con Corona d'Oro, la più alta onorificenza dello Stato dei Balcani, conferita "per gli alti meriti ottenuti nella collaborazione per lo sviluppo dei buoni rapporti tra l'Italia e la Jugoslavia”.

### L'incontro a Belgrado con il presidente Špiljak
Il 7 aprile 1969 una delegazione dell'amministrazione comunale di Barletta, composta dal sindaco, dal vice sindaco, l'avvocato Francesco Capurso e dall'assessore alle finanza cavaliere Aldo Bernardini, si recò a Belgrado su invito del Governo jugoslavo, rivolto dal Presidente del Consiglio federale della sanità e politica sociale Nikolo Georgievski per il tramite del Ministero degli Esteri italiano.
La folta delegazione fu ricevuta dal Presidente Špiljak che rinnovò i sentimenti di gratitudine della popolazione jugoslava per Barletta, per la cura ed il rispetto con cui custodì e continuava a custodire le spoglie dei suoi caduti e per la generosa offerta che avrebbe consentito, a distanza di anni, alla Jugoslavia di raccogliere in un unico posto le salme dei soldati, rimarcando lo spirito di collaborazione e di fraternità tra i due popoli ed auspicando che questo clima di reciproca simpatia potesse costituire la premessa per scambi sempre più proficui.
Il sindaco Morelli a sua volta confermò il rispetto di Barletta per tutti i caduti in guerra, sottolineando "l'anelito di pace, di benessere e di progresso che guida le popolazioni pugliesi nel processo di miglioramento civile, sociale ed economico”.

### Il gemellaggio tra Barletta e Castelnuovo
Il successivo 23 settembre 1969 si venne a concretizzare quello che i giornali dell'epoca definirono "un «ponte» sull'Adriatico fra Barletta e Herceg Novi". In ottemperanza a quanto stabilito dai sindaci e dai consigli comunali delle due città sin dal maggio dello stesso anno, venne siglato il gemellaggio tra Barletta e la città montenegrina di Castelnuovo (Herceg Novi), con l'intento di promuovere fra i due paesi una più concreta collaborazione.
Durante la cerimonia del gemellaggio, il sindaco Vlaovic pose in risalto come il gemellaggio non fosse scaturito per caso, ma si poté realizzare anche per la disponibilità offerta dalla città di Barletta nella costruzione del sacrario commemorativo dei caduti jugoslavi deceduti nell'Italia meridionale e insulare durante l'ultima guerra.
Il sindaco di Barletta rivolse il saluto e le felicitazioni dell'intera città di Barletta, fiera di stringere con la città di Castelnuovo un patto di gemellaggio "che sarà il simbolo dell'unione e della pace tra i due popoli, alimentato dall'amore e dal vincolo dei morti che riposeranno nel sacrario nel cimitero di Barletta", aggiungendo che:
Il legame tra Barletta e Castelnuovo, è stato rinsaldato con la sottoscrizione del “patto di fratellanza” il 15 settembre 2016, ed è  stato confermato con l’omaggio del primo cittadino montenegrino Nataša Aćimović, all’ossario commemorativo dei caduti jugoslavi, insieme al sindaco Pasquale Cascella e la partecipazione del Presidente del Consiglio Comunale Carmela Peschechera e degli assessori Giuseppe Gammarota e Michele Lasala.

### La cerimonia di inaugurazione

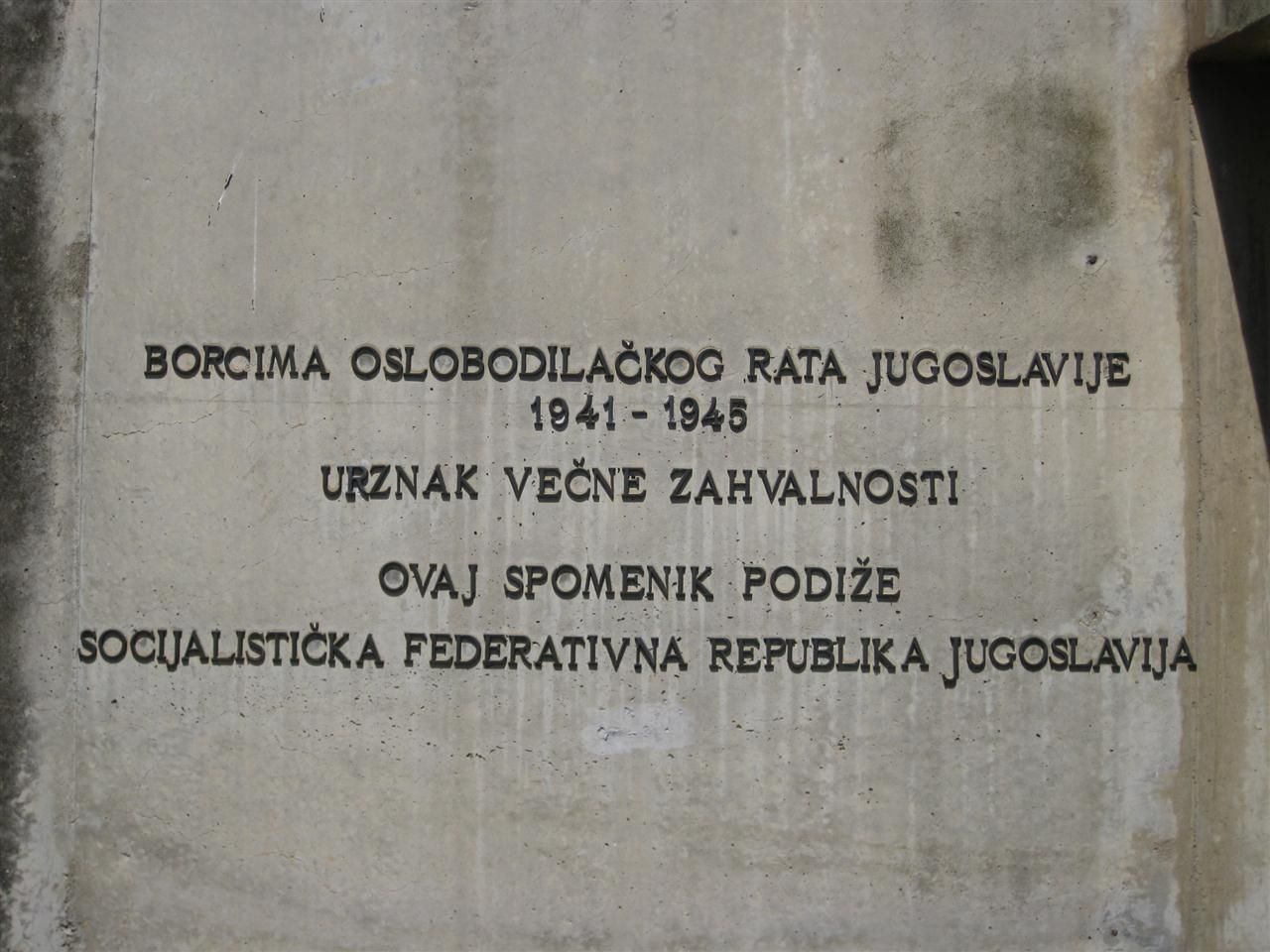
La targa commemorativa in altorilievo bronzeo sulla parete laterale d'ingresso.

L'ossario commemorativo dei caduti jugoslavi venne inaugurato il 4 luglio 1970, alla presenza delle più alte cariche italiane, di una folta delegazione jugoslava e dei parenti dei combattenti deceduti.
Particolarmente commovente fu l'intervento della madre di una vittima della Resistenza, che nel silenzio profondo, pronunciò un discorso colmo di emozione:
A nome del Governo italiano, il sottosegretario agli Esteri, onorevole Salizzoni, dichiarò che:
Seguì poi la deposizione di sei cassette nella cripta e la cerimonia di deposizione delle corone: quella della città di Barletta, del Ministro della Difesa italiano, del Governo italiano, del Governo jugoslavo, dei partigiani di Puglia e del Presidente Tito.
Il capo della delegazione jugoslava, dopo aver chiuso la cripta, ne consegnò le chiavi al sindaco di Barletta che, dopo aver ribadito l'orgoglio e l'affetto con cui la città accogliesse le spoglie dei valorosi soldati, sottolineò i sentimenti di amicizia che legavano le due popolazioni:

## Descrizione

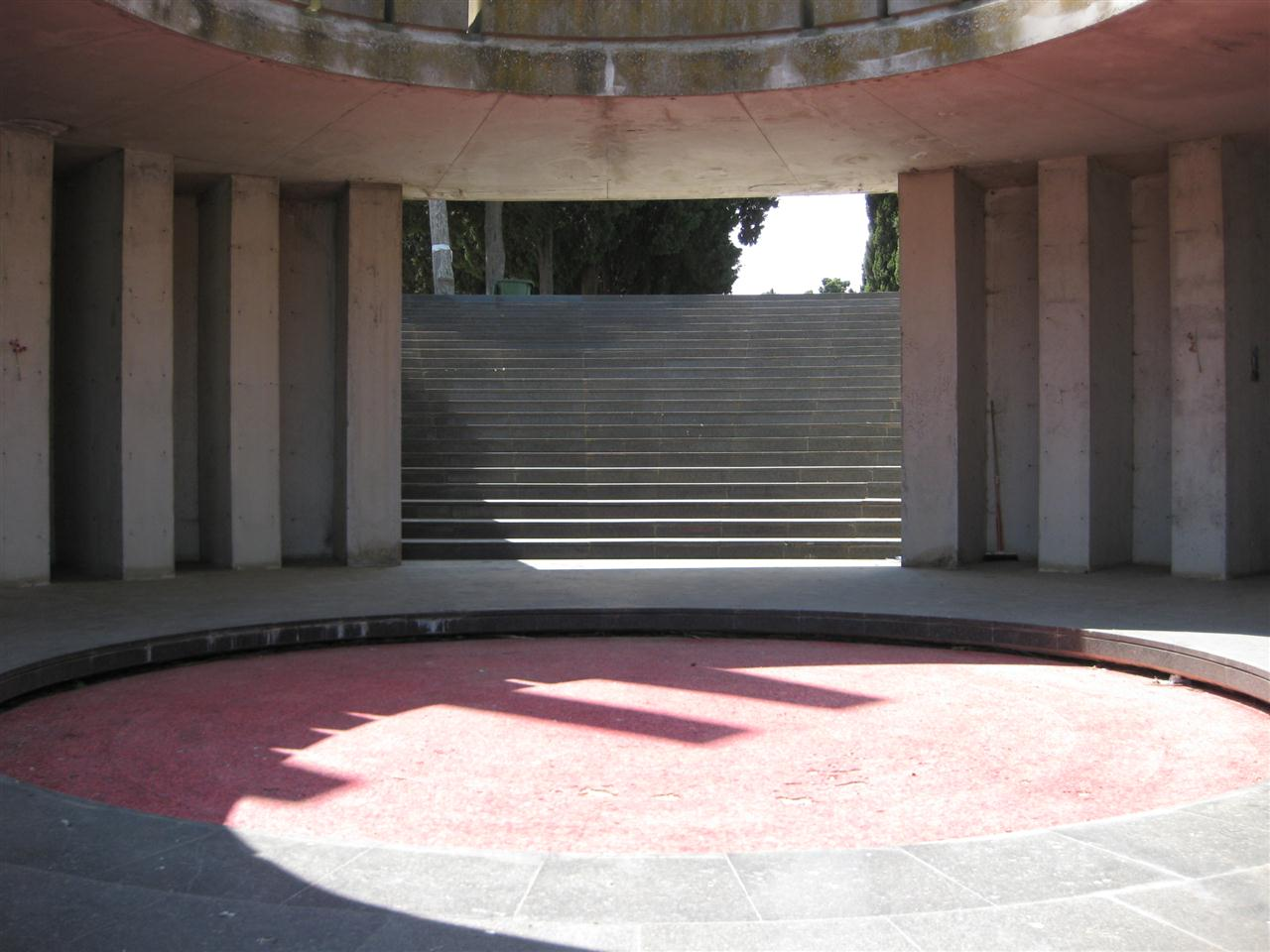
La scalinata d'accesso vista dalla terrazza dal lato mare.

Il sacrario di Barletta, ove giacciono le spoglie di oltre ottocento partigiani jugoslavi, rappresenta ancora oggi uno dei tre più importanti esistenti in Italia, assieme a quello di Prima Porta nei pressi di Roma e di Sansepolcro in provincia di Arezzo. L'imponente monumento fu progettato da Dušan Džamonja, scultore di fama internazionale scomparso nel 2009 all'età di ottantuno anni. In un'intervista rilasciata pochi anni prima della sua morte, indicò l'Ossario di Barletta tra le opere in cui riuscì ad esprimere pienamente la sua arte espressiva.

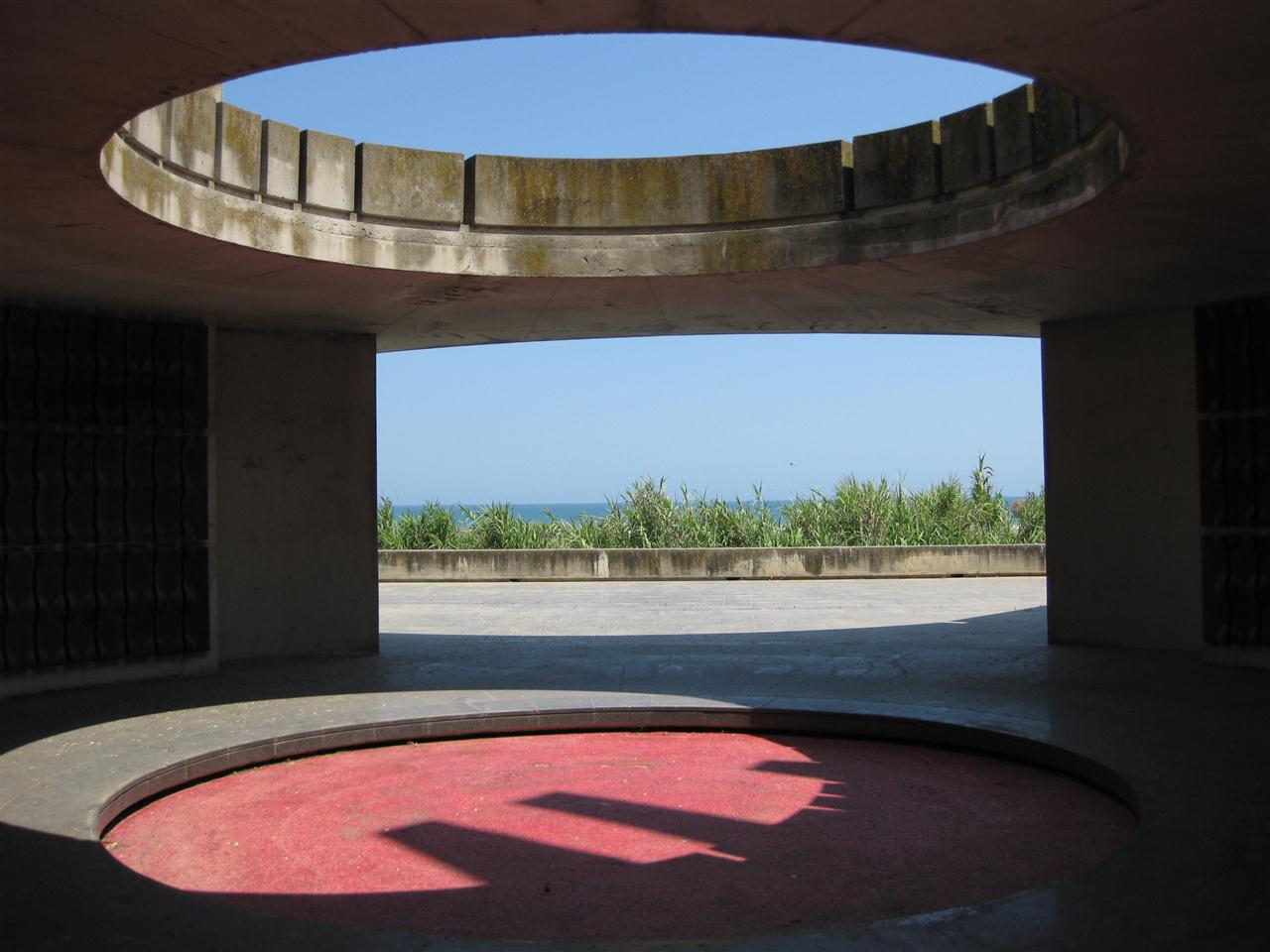
L'apertura circolare nel pavimento della sala principale. Sul fondo la terrazza con vista sul mare.

L'intera struttura occupa una superficie complessiva di oltre duemila metri quadrati, ricavata nell'area nord-ovest del cimitero di Barletta. Il sacrario si estende per una lunghezza di 70 metri ed un'ampiezza di 20, ed è strutturato su due livelli per un'altezza complessiva di 11 metri.
Nella parte superiore sono presenti alte steli ed enormi lastre tombali, interamente realizzate in cemento armato, che convergono verso il centro della composizione dove si trova un lucernario di forma circolare.
Attraverso una scalinata in granito si accede alla cripta sotterranea, nella quale si trovano i resti dei partigiani jugoslavi caduti durante la guerra di liberazione. I loro nomi sono scolpiti due grandi portali di bronzo, posti l'uno di fronte all'altro sulle pareti semicircolari della cripta ed ordinati rispettivamente nei due elenchi dei "caduti e morti nell'Italia meridionale" (Pali i umrli u južnoj Italiji) e dei "Dispersi sul territorio dell'Italia meridionale" (Nestali na teritoriji južne Italije).
Dalla sala principale si accede ad una terrazza che si affaccia sulla sponda opposta dell'Adriatico, quasi a voler rimarcare la vicinanza e lo spirito di collaborazione tra i due popoli. Al centro del pavimento della cripta è presente un'ampia apertura circolare rivestita da un mosaico di colore rosso per simboleggiare il sangue versato dai combattenti jugoslavi in occasione della Resistenza antifascista e antinazista italiana.
Dal 29/06/2022 l'Ossario è inserito nel Censimento delle architetture italiane dal 1945 ad oggi, promosso dalla Direzione Generale Creatività Contemporanea del Ministero della Cultura, per il suo alto valore simbolico e culturale.

## Galleria d'immagini

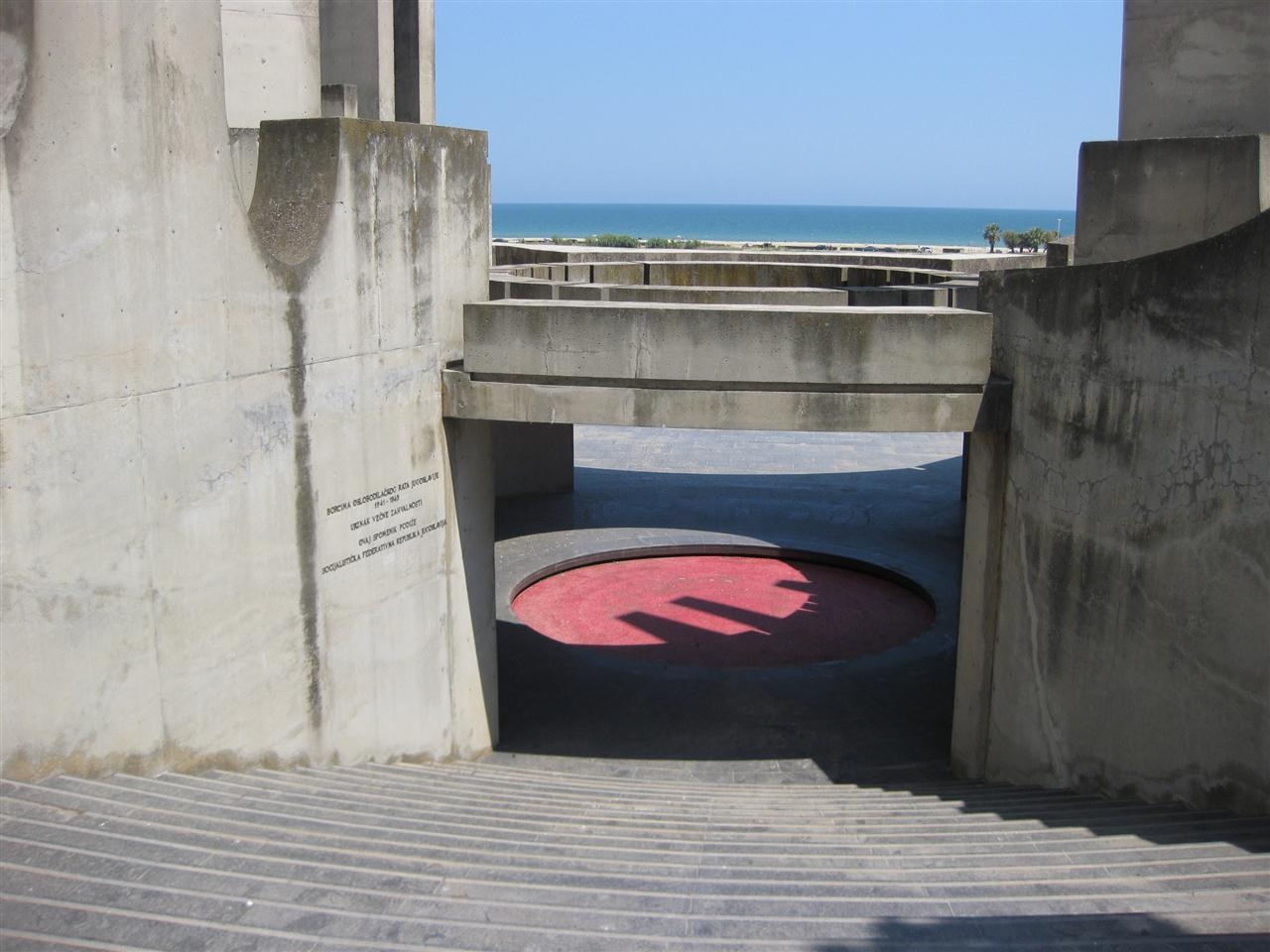
L'ingresso all'Ossario Monumentale
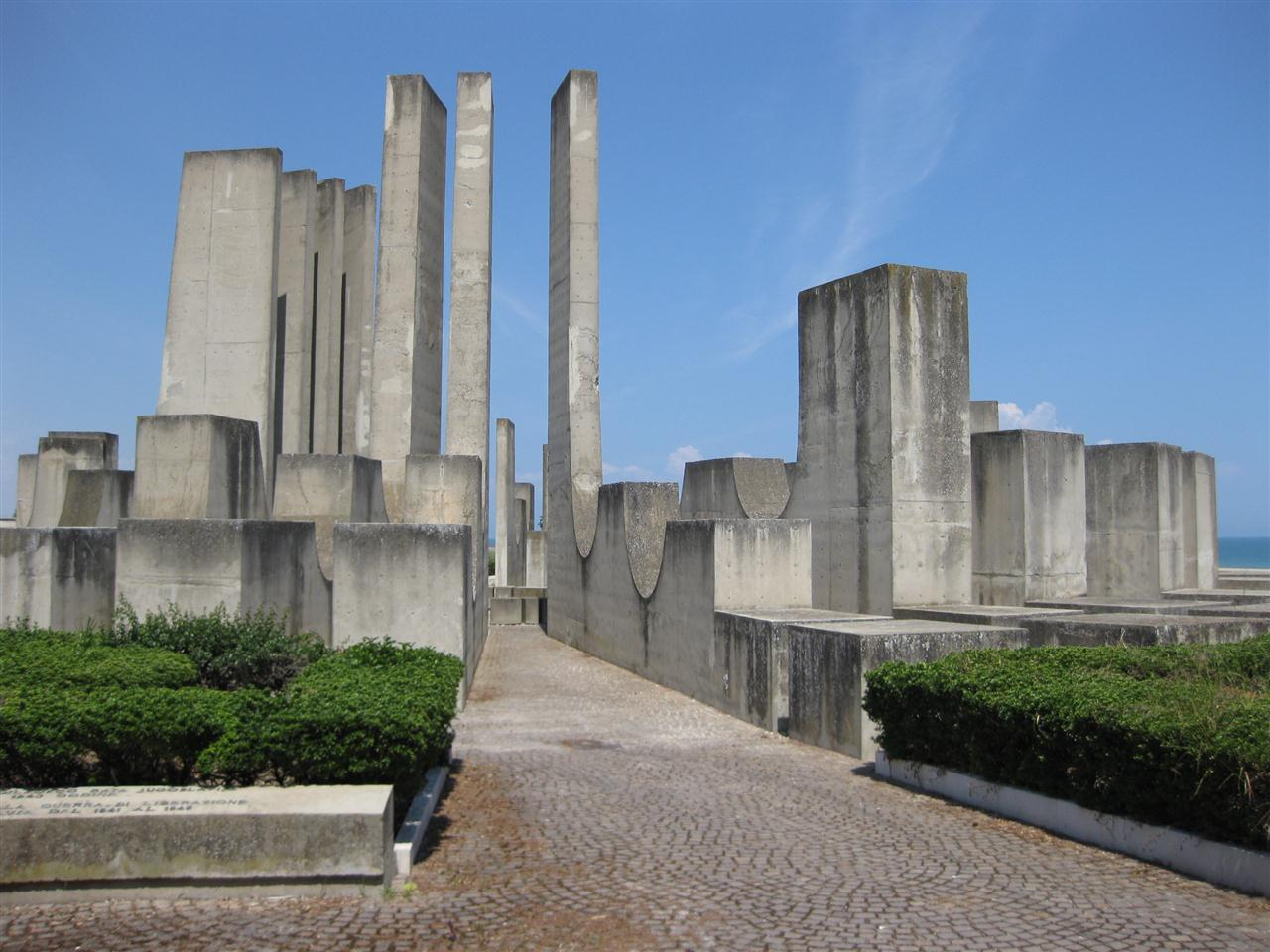
Uno degli accessi al monumento
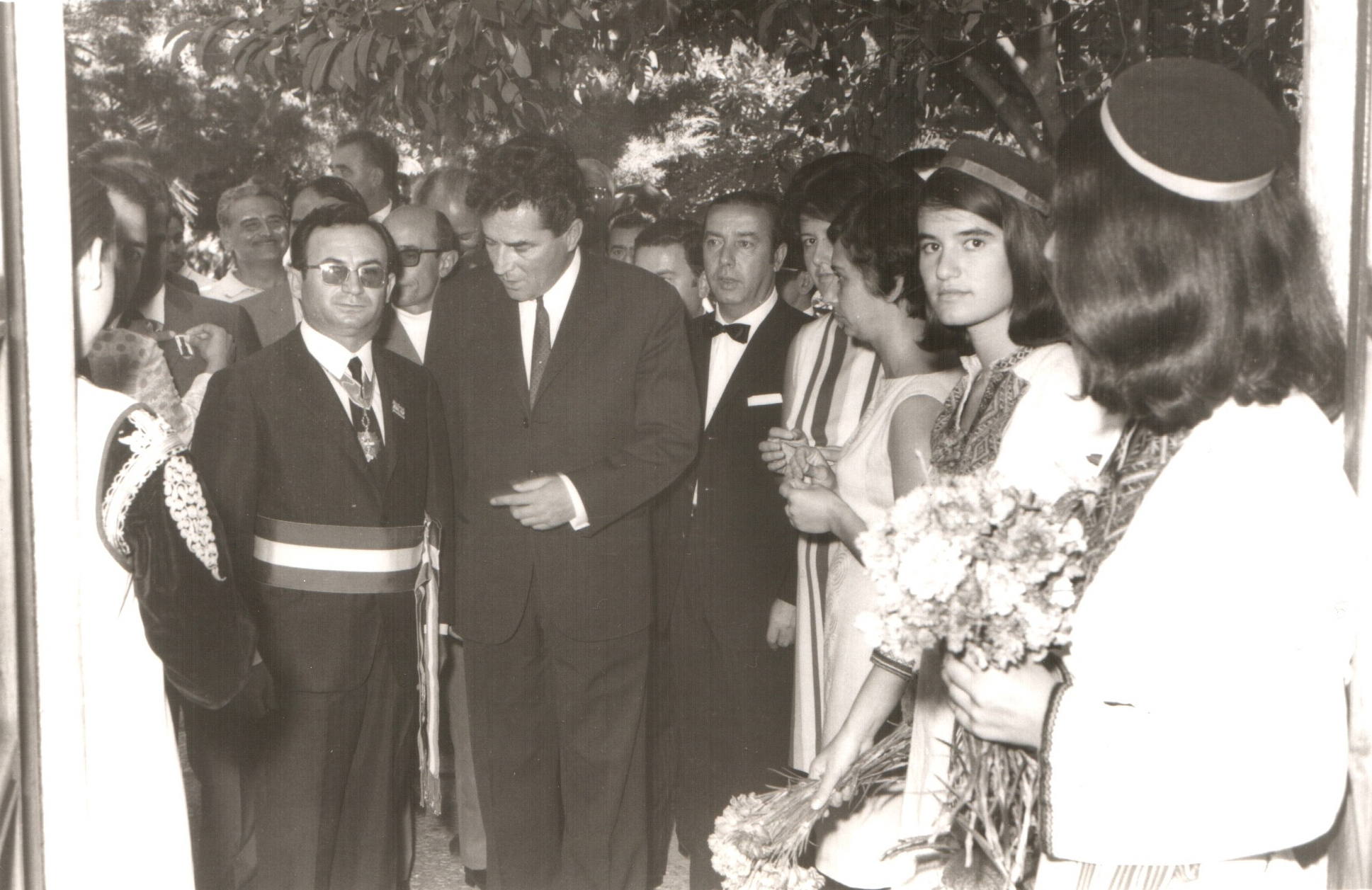
Un momento del gemellaggio tra la città di Barletta e quella di Herceg Novi